# Oak Brook (Illinois)
Pour les articles homonymes, voir Oak Brook.

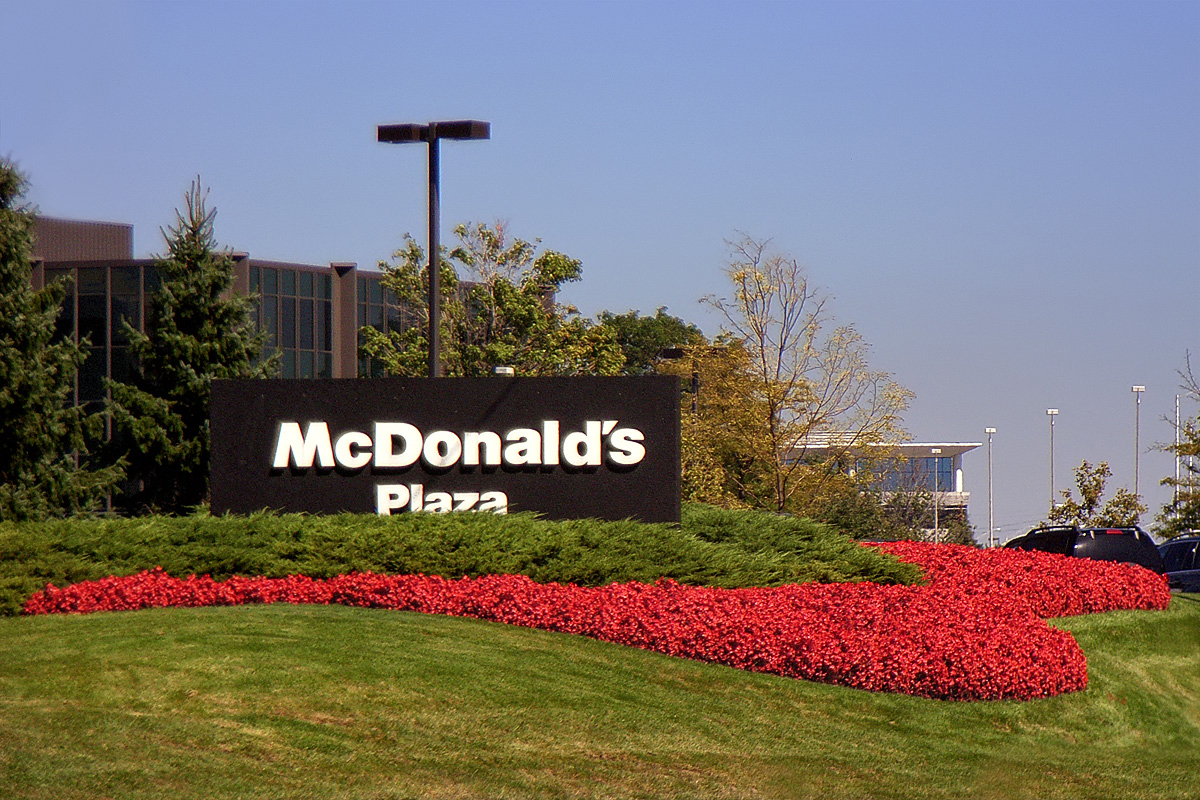
McDonald's Plaza, le siège social de McDonald's

Oak Brook est une commune de la proche banlieue de Chicago dans le comté de DuPage dans l'État américain de l'Illinois.

## Histoire
Oak Brook devint un village en 1958 grâce aux efforts de Paul Butler. Avant cela, le nom Oak Brook était déjà utilisé par les habitants locaux pour distinguer leur communauté des communautés voisines de Hinsdale et Elmhurst.
La superficie originelle était plus réduite que la superficie actuelle. En effet, une grande surface fut ajoutée au village juste après sa création. Notamment la zone où se situe le complexe commercial du centre de Oak Brook qui ouvrit en 1962.
L'intérêt pour le sport de Paul Butler fut mis en avant dans le complexe sportif de Oak brook où l'on trouve des terrains de polo, de golf, une piscine et des courts de tennis.

## Géographie
Selon le Bureau du recensement des États-Unis, la superficie totale de la  ville est de 21,4 km² dont 0,3 km² d'eau.
Le village est proche des autoroutes Interstate 88, Interstate 294, et Interstate 290. Situé à environ 20 km à l'ouest de Chicago, elle est d'un accès facile pour les personnes en provenance de la grande ville.

## Démographie
Selon le recensement de 2000, la ville accueillait 8.702 personnes (3.124 ménages et 2.589 familles), pour une densité de 411,7 habitants/km² et de 399,2 habitations/km² (2.258 habitations au total). La population était composée de 76,60 % de blancs, de 1,37 % d’afro-américains et de 20,11 % d’asiatiques.
26,90 % des ménages avaient des enfants de moins de 18 ans, 76,6 % étaient des couples mariés. 19,6 % de la population avait moins de 18 ans, 6,9 % entre 18 et 24 ans, 15,3 % entre 25 et 44 ans, 36,4 % entre 45 et 64 ans et 21,8 % au-dessus de 65 ans. L’âge moyen était de 50 ans. La proportion de femmes était de 100 pour 91,1 hommes.
Le revenu moyen d’un ménage était de 146.537 dollars.

## Économie
Beaucoup de résidents travaillent dans la ville de Chicago et ses environs. Néanmoins, la commune accueille un bon nombre de sièges de multinationales comme McDonald's et d'organisations internationales comme le Lions Clubs International et le Zonta International.

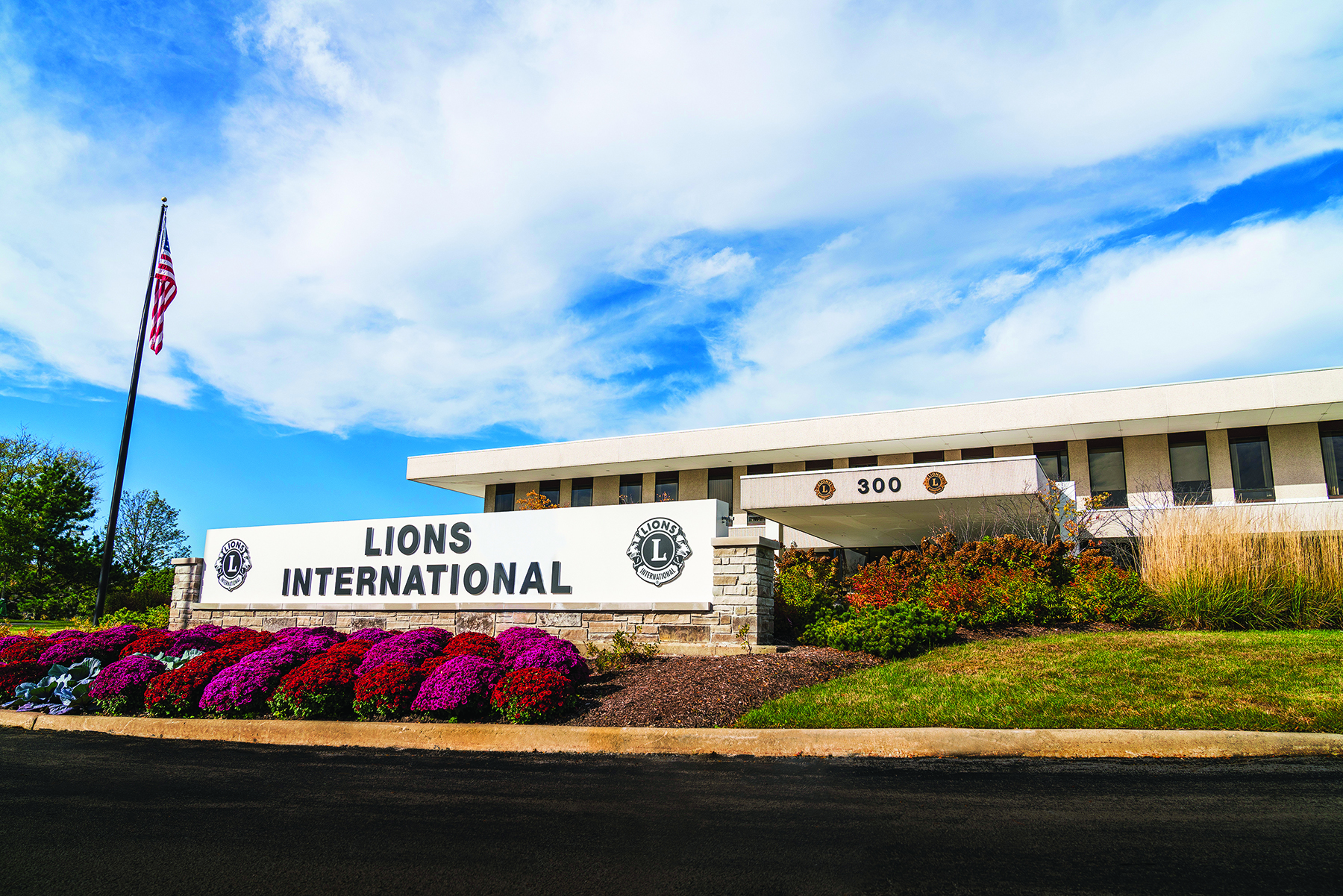
Siège du Lions Clubs International